# Albert Miron de l'Espinay
Albert Miron de l'Espinay est un écrivain et historien français.

## Publications
- Du Louage d'ouvrage ou d'industrie en droit romain. Des entreprises sur devis et marchés en droit français - 1873
- François Miron et l'Administration municipale de Paris sous Henri IV (1604-1606)  - 1886
- Robert Miron et l'Administration municipale de Paris (1614-1616)  - 1923